# Méhes Kati
Méhes Kati (Hadad, 1950. augusztus 3. –) erdélyi magyar színésznő, előadóművésznő, a Harag György Társulat örökös tagja.

## Életpálya
1950. augusztus 3-án született Hadadon. Szakmai tanulmányait a Szentgyörgyi István Színművészeti Intézetben végezte. 1973-ban diplomázott, majd a Szatmárnémeti Északi Színház magyar tagozatához szerződött. Azóta megszakítás nélkül a Harag György Társulat színésze. Pályakezdését követően hamar a társulat vezető színészei közé emelkedett, kiemelkedett jó hangjával, tánctudásával. A Magyar színházművészeti lexikon így jellemzi színészi képességeit: Sokoldalú színésznő, aki sikerrel elevenít meg drámai, vj.-i, tragikomikai és operettfigurákat. Kabaréjelenetek elmaradhatatlan szereplője. Sugárzó kedély, nagyfokú játékosság és vibráló atmoszféra jellemzi alakításait. Kitűnően énekel népdalt, sanzont és táncdalt. Tánctudása is magas színvonalú. 2001-ben Poór Lili-díjjal tüntették ki, művészi munkája elismeréséül. Színészi munkája mellett számos pódiumműsora, alkalmi fellépése van, előadóművészként is tevékenykedik. 2010-ben nyugdíjba vonult, de továbbra is játszik a szatmári színház előadásaiban. Tagja a társulat munkáját és a szatmár megyei színházi életet támogató Proscenium Alapítványnak.

## Szerepei

### A Szatmárnémeti Északi Színház Harag György Társulatánál[1][2]
- Holle anyó (a Grimm testvérek meséje nyomán írta Pozsgai Zsolt: Holle anyó, r. Szilágyi Regina)
- Anfisza, öreg dada, 80 éves (A.P. Csehov: Három nővér, r. Keresztes Attila)
- Mamy, nagymama (Robert Thomas: 8 nő, r. Kincses Elemér)
- Róza Zürcseva (Katajev- Aldobolyi Nagy György: Bolond vasárnap, r. Aldobolyi Nagy György)
- Rozi anyja (Rideg Sándor-Timár Péter: Indul a bakterház, r. Árkosi Árpád)
- Özv. Telkesyné, Perticsné anyja (Csáth Géza: A Janika, r. Bérczes László)
- Mária Regina nővér (Dan Goggin: Apácák, r. Csurulya Csongor)
- Mama, Marika anyja (Háy János: A Senák, r. Lendvai Zoltán)
- Matilda (Eduardo de Filippo: Belső hangok, r. Alexandre Colpacci)
- Tusi, színésznő (Bús Fekete László-Török Rezső-Görög László: Félnótás kabaré szilveszterre avagy a dürrögő gyászhuszár, r. Tóth Páll Miklós)
- Rebecca Corey (Arthur Miller Salemi boszorkányok című műve alapján - Boszorkányhajsza, r. Uray Péter)
- Pavlits Lóri (Szomory Dezső: Györgyike, drága gyermek, r. Lendvai Zoltán)
- Kamilla kisasszony (Szigligeti Ede: Liliomfi, r. Árkosi Árpád)
- Mama (Móricz Zsigmond: Búzakalász, r. Parászka Miklós)
- Mamóka (Presser Gábor-Sztevanovity Dusán-Horváth Péter: A padlás, r. Horányi László)
- Jasa édesanyja (Csehov: Cseresznyéskert, r. Árkosi Árpád)
- Klotild (Karácsony Benő-Kisfalussy Bálint: Rút kiskacsa, r. Mihalache Andrei)
- Nerine (Molière: Scapin furfangjai, r. Pinte Gavril m.v.)
- szereplők (Se veled, se nélküled, r. Tóth-Páll Miklós)
- Júlia dajkája (Shakespeare: Romeo és Júlia, r. Parászka Miklós)
- Teresa Salieri (Peter Schaffer: Amadeus, r. Kövesdy István)
- Dalokkal emlékezem, egy óra Méhes Katival (r. Márk-Nagy Ágota)
- szereplők egyike (Szilveszteri kabaré - Indul az ezred, r. Márk-Nagy Ágota)
- Diák a dolgozókból (Márai Sándor műve alapján - A szegények iskolája, r. Árkosi Árpád)
- Madame (Ivancsits Tamás: A tékozló fiú, r. Buzogány Béla, Csíki Játékszín)
- Stefánia (Szirmai Albert-Békeffy István: Mágnás Miska, r. Parászka Miklós)
- Antoinette (Jókai Mór: A kőszívű ember fiai, r. Parászka Miklós)
- Madame (Ivancsits Tamás: A tékozló fiú, r. Buzogány Béla, Harag György Társulat)
- Borbándyné (Horváth Károly-Józsa Erika: Leányrablás, r. Pinczés István)
- Moly, tündér (Shakespeare: Szentivánéji álom, r. Árkosi Árpád)
- Marlene Dietrich (Pataki Éva: Edith és Marlene, r. Parászka Miklós - Bessenyei István)
- Szakácsné, Társalkodónő (Molnár Ferenc: Üvegcipő, r. Szigethy Gábor)
- Aghata (Huszka Jenő-Martos Ferenc-Darvas Szilárd: Lili bárónő, r. Parászka Miklós)
- Millerné (Schiller: Ármány és szerelem, r. Kövesdy István)
- Olga (A.P. Csehov: Három nővér, r. Kovács Ferenc)
- Kati (Raffai Sarolta: Vasderes, r. Kovács Ádám)
- Mama (Móricz Zsigmond: Búzakalász, r. Parászka Miklós)

### Pódiumműsorai
- Örök strófák
- Évszakok
- Népem, te szent...
- Győzhetetlen én kőszálom
- Te vagy a szabadító
- Több is veszett Mohácsnál
- Szent István öröksége
- In memoriam Gellért Sándor
- Beszélj, hogy lássalak
- Dalokkal emlékezem

## Díjai
- 1981. - Megéneklünk Románia Fesztivál, országos szakasz - női alakítás III. díj
- 1999. - Harag György Emlékplakett
- 2001. - EMKE Poór Lili-díj